# Сарыбалык (Чановский район)
Сарыбалык — деревня в Чановском районе Новосибирской области. Входит в состав Землянозаимского сельсовета.

## География
Площадь деревни — 29 гектаров.

## Население
| 2002 | 2007 | 2010 |
| ---- | ---- | ---- |
| 149  | ↘145 | ↘130 |

## Инфраструктура
В деревне по данным на 2007 год функционирует 1 учреждение здравоохранения.